# Neapolitanische Saga
Neapolitanische Saga heißt (seit der gebundenen Ausgabe des zweiten Bands) ein 4-bändiger Romanzyklus von Elena Ferrante, der die Lebensgeschichten von zwei aus einem ärmlichen Viertel Neapels stammenden Freundinnen erzählt, die beide überdurchschnittlich begabt, aber in ihrer Wesensart grundverschieden sind. Die italienische Originalausgabe erschien von 2011 bis 2014 unter dem Titel L’amica geniale (Meine geniale Freundin). In der deutschsprachigen Edition, übersetzt von Karin Krieger und publiziert von 2016 bis 2018, heißt nur der erste Band so. Ferrante will ihre Tetralogie als einen Roman verstanden wissen. Die Etikettierung als „Saga“ weist sie zurück.
Begünstigt dadurch, dass Ferrante das Schreiben leichter von der Hand ging als bis dahin üblich, unterscheidet sich die Neapolitanische Saga von ihren früheren Romanen in vielerlei Hinsicht, sei es im Umfang, Figurenreichtum oder der dem Realismus verpflichteten Erzählhaltung. Auch der Erfolg war weitaus größer, bei der Literaturkritik wie beim Lesepublikum. Mitte 2017 war der Roman in rund 40 Sprachen übersetzt und in über 5 Millionen Exemplaren weltweit verkauft worden. Der erste Band wurde 2015 in die BBC-Auswahl der besten 20 Romane von 2000 bis 2014 gewählt.

## Inhalt

### Meine geniale Freundin
Beide im August 1944 geboren und in kinderreichen Familien eines ärmlichen Viertels von Neapel aufwachsend, lernen sich die Pförtnerstochter Elena und die Schusterstochter Lila als Nachbarskinder und Klassenkameradinnen kennen. Die um Freundschaft Werbende ist zunächst eindeutig Elena; es imponiert ihr, wie unabhängig, furchtlos und entschlossen Lila in allem auftritt – ideal, um ihre eigene Ängstlichkeit und Unsicherheit zu überwinden. Die größte ihrer gemeinsamen kindlichen Mutproben ist ihre Begegnung mit dem gefürchteten Camorrista und „Märchenunhold“ Don Achille Carracci; beim Spielen hatten die Mädchen ihre Puppen gegenseitig in dessen Kellerloch gestoßen, sie nicht wiedergefunden und daraufhin beschlossen, ihm persönlich mit der Forderung nach Rückgabe entgegenzutreten. Zwar bekommen sie nur Geld, aber das investieren sie klug in den Kauf ihres Lieblingsbuchs, was wiederum den Wunsch weckt, selbst zu schreiben – und was Lila, wie so oft, kurzerhand in die Tat umsetzt (Die blaue Fee).
Mit der Grundschule endete seinerzeit die Schulpflicht, Leidtragende ist Lila. Ihre engagierte Lehrerin, die sich für beide Mädchen als Klassenbeste gleichermaßen einsetzt, vermag nur Elenas Eltern zu bewegen, die finanzielle Bürde einer längeren Schulkarriere ihrer Tochter zu tragen. Lila, die in der Schusterwerkstatt ihres Vaters Beschäftigung findet, stillt ihren Bildungshunger weiter auf ihre Weise. Sie hatte sich schon vor der Schulzeit Lesen und Schreiben autodidaktisch beigebracht; nun wird sie zur passioniertesten Leserin der regionalen Leihbibliothek. Elena profitiert von ihren klugen Ratschlägen; auch treibt sie die Konkurrenz zu der noch immer überlegen scheinenden Freundin an. Gestützt auf ihre Sekundärtugenden, wie Fleiß und Disziplin, entwickelt sie sich in der Mittelschul- und Gymnasialzeit nach anfänglichen Schwierigkeiten allmählich zur Jahrgangsbesten, was rückwirkend wiederum ihr Selbstwertgefühl stärkt.
Für ein klares Bekenntnis, wen sie liebt, reicht es noch nicht; statt des brillantesten Gymnasiasten, Nino Sarratore, für den sie schwärmt, „angelt“ sie sich den Automechaniker Antonio Cappuccio. Lila ihrerseits ist mit 15 bereits Heiratskandidatin. Umworben wird sie von zwei jungen Männern Anfang 20, die, beide Söhne von Camorristi, auch geschäftlich Konkurrenten sind. Den einen Anwärter, Marcello Solara, hatte sie schon als junges Mädchen mit einem Messer beherzt in die Schranken gewiesen; dem anderen, Stefano Carracci, gibt sie schließlich nach, nicht zuletzt, weil er verspricht, einen ihrer Lebensträume zu verwirklichen. Sein Angebot an ihre Familie wird erhört: Er will mit seinem Geld die Schusterwerkstatt in eine kleine Schuhfirma umwandeln, vorausgesetzt, es werden Lilas Entwürfe realisiert. Das einzige bereits existierende Paar Schuhe – schon Jahre zuvor gefertigt, von Lilas Vater missbilligt und von Stefano dann für sich erworben – führt allerdings auf ihrer Hochzeit zum ersten tiefen Zerwürfnis zwischen dem Paar. Stefano hatte versprochen, Marcellos Kommen zu verhindern; doch der erscheint, und noch dazu in jenen Schuhen!

### Die Geschichte eines neuen Namens
Lila, von Stefanos Beschwichtigungen nicht besänftigt, verweigert in der Hochzeitsnacht den Beischlaf und wird von ihm vergewaltigt. Als Ehefrau befindet sie sich fortan im Dauerwiderstand; sichtbarstes Zeichen ist die ausbleibende Schwangerschaft. In Stefanos zwei Salumerias beweist sie Geschäftssinn, gibt aber auch großzügig Geld aus. Ein nobler Schuhladen, in dem die von ihr entworfenen Modelle verkauft werden sollen, wird in prominenter Lage eröffnet, allerdings unter dem Namen Solara; die Brüder Marcello und Michele sind finanzkräftiger und besser vernetzt als Stefano. Nach einer Fehlgeburt wird Lila ärztlicherseits zu einer Kur geraten. Sie setzt durch, dass, außer ihrer Mutter und ihrer Schwägerin, auch Elena sie begleitet, und diese, dass es nach Ischia geht. Elena, deren nie ganz ehrliche Beziehung zu Antonio seinerseits beendet wurde, weiß, dass auch Nino sich dort aufhält. Der jedoch springt auf die ihm geistig Paroli bietende Lila an. Beide verlieben sich. Elena ermöglicht ihnen eine Liebesnacht, indem sie Lilas Lügen gegenüber ihrer Mutter deckt, und gibt zur gleichen Zeit dem Drängen jenes Mannes nach, den sie als notorischen Schürzenjäger kennt und der ihr schon in ihrem ersten Sommer auf Ischia nachgestellt hatte – Ninos Vater Donato.
In Neapel setzt Lila die Beziehung zu Nino ein Jahr lang heimlich fort, und als sie schwanger wird, offen. Schon nach wenigen Wochen aber verlässt Nino die gemeinsame Wohnung und verschwindet spurlos. Auf Anraten von Freunden kehrt Lila zu Stefano zurück; sie bringt einen Jungen zur Welt und geht fortan ganz in der Mutterrolle auf. Stefano hingegen, ob seiner Vaterschaft im Zweifel und als Geschäftsmann unter wachsendem Druck, wird immer unberechenbarer. Lila verlässt ihn endgültig, um mit ihrem Sohn und Enzo Scanno, der sich ihr als Helfer in der Not angeboten hatte, in einem anderen Viertel noch einmal ganz von unten zu beginnen: in ärmlichen Verhältnissen lebend und mit schwerer körperlicher Arbeit, in einer Wurstfabrik, ihr „täglich Brot“ verdienend. So trifft Elena sie an, als sie Jahre später besuchsweise nach Neapel zurückkehrt. Sie kommt wie von einem anderen Stern. Als Stipendiatin hat sie in Pisa ein Studium der Altphilologie absolviert und mit Bestnote abgeschlossen. Zudem ist sie frischgebackene Autorin eines kleinen Romans. Mit ihm ist es ihr gelungen, sich den im Rückblick als beschämend empfundenen Akt ihrer Entjungferung von der Seele zu schreiben. Den Weg in die Öffentlichkeit fand ihr Text über ihren Kommilitonen und mittlerweile Verlobten, Pietro Airota, und dessen Mutter, Mitarbeiterin in einem kleinen Mailänder Verlag. Lila gönnt ihrer Freundin den Erfolg, doch ihre eigene Erzählung aus Kindertagen – Die blaue Fee, die Elena ihr mit der Bemerkung übergibt, sie sei die Keimzelle ihres Romans – wirft sie ins Feuer.

### Die Geschichte der getrennten Wege
In der Öffentlichkeit zu stehen fällt beiden Freundinnen nicht leicht: Elena als unerfahrene Schriftstellerin, Lila als unfreiwillige Identifikationsfigur linker Studenten infolge einer spontanen Rede und eines Pamphlets, worin sie die Missstände in ihrer Wurstfabrik offenlegt. Vor den Toren kommt es zu Kämpfen zwischen Kommunisten und Faschisten, Lila wird in sie verwickelt und erleidet einen physischen Zusammenbruch. Sie bittet Elena um Hilfe, die ihr ohne Zögern wochenlang beisteht und sich vielfältig nützlich macht. Mit Mitte 20 heiratet Elena dann ihren langjährigen Freund Pietro, der eine gut dotierte Professorenstelle an der Universität Florenz bekleidet. Ihre erste Tochter kommt zur Welt und bringt sie, bis dahin oft genug als die geborene Mutter scheinend, ein Jahr lang an den Rand der Verzweiflung. Der etwas weltfremde Vater, zwischen dem geliebten häuslichen Schreibtisch und den universitären Pflichten pendelnd, ist fixiert auf seine zweite wissenschaftliche Publikation. Elenas schriftstellerische Ambitionen ignoriert er ebenso wie ihr Unerfülltsein im Ehebett. Nach der Geburt der zweiten Tochter sieht sie sich umso mehr reduziert auf die Rolle als Mutter und Hausfrau.
Bei Lila hingegen geht es bergauf. Mit Enzo teilt sie seit ihrem Umzug zurück in ihr altes Viertel nicht nur die Wohnung, sondern auch das Bett. Beruflich sind sie ohnehin schon seit Langem ein „Paar“. Enzo, ein klassischer Schulverweigerer und von Hause aus fahrender Gemüsehändler wie sein Vater, hat sich auf dem zweiten Bildungsweg allmählich qualifiziert; Lila hat ihn fast von Anfang an begleitet und gilt in seinem Metier, der EDV, inzwischen als mindestens so firm wie er. IBM bietet nun beiden gut bezahlte Führungsposten in einem ihrer neuen Werke an. Michele Solara, der mitverdienen will in dieser noch jungen, boomenden Branche, toppt deren Offerte noch, doch nur für Lila allein, die er als Kreativkraft, und Frau, schon lange zu gewinnen versucht. Lila entscheidet sich für ihn, den Camorrista, was Elena fassungslos macht. Doch bald schon wird auch ihr Leben durcheinandergewirbelt. Nino taucht wieder auf: zunächst als Besucher, mit dem Pietro überraschend aufwartet, dann als Initiator und Kritiker ihres schriftstellerischen Neuanfangs, und schließlich – als ihr Liebhaber. Ein langgehegter Traum geht für sie in Erfüllung. Nun muss aber auch sie eine schwere Entscheidung treffen.

### Die Geschichte des verlorenen Kindes
Eine gemeinsame Reise nach Montpellier gibt den Ausschlag für die Liebe, für Nino. Dennoch dauert es noch drei Jahre bis zur einvernehmlichen Trennung von Pietro. Um Nino dauerhaft nahe zu sein, kehrt Elena nach Neapel zurück und bezieht mit ihren Töchtern eine von ihm finanzierte Wohnung, obwohl sie weiß, dass er trotz gegenteiliger Versprechungen sich nicht von seiner Frau getrennt hat und sie zudem das zweite Kind von ihm erwartet. Bald wird auch Elena schwanger, zur gleichen Zeit wie Lila. Beide bringen eine Tochter zur Welt. Im Unterschied zu Enzo ist Nino alles andere als ein fürsorglicher Vater, dafür aber ein notorischer Fremdgeher; Elena ertappt ihn in flagranti und sagt sich von ihm los. Der Druck auf sie, als alleinerziehende Mutter dreier Kinder und Autorin ohne festes Einkommen, wird dadurch umso größer. Kurzerhand schiebt sie ihrem drängenden Verleger einen Text älteren Datums als ihr neues Buch unter; und einem Wink Lilas folgend, bezieht sie eine erschwingliche Wohnung direkt über ihr, obwohl sie in ihr altes Viertel nie zurückkehren wollte.
Lila und Enzo haben mittlerweile ihre eigene kleine Computerfirma gegründet und machen, als potenzielle Arbeitgeber, der Camorra Konkurrenz. Elena weiß ihre Töchter bei Lila in guten Händen, wenn sie unterwegs ist, leidet aber auch unter dem weiter fortschreitenden Autoritäts- und Vertrauensverlust gegenüber ihren beiden Ältesten. Bei ihrer Jüngsten wiederum, die mit Lilas Tochter fast schwesterlich aufwächst, sorgt sie sich, dass ihr Gleiches widerfährt wie ihr selbst gegenüber Lila: sich in allem als „die Zweite“ zu fühlen. – Elenas „neues“ Buch hat wider Erwarten Erfolg. Allerdings setzt es auch eine Kettenreaktion in Gang. Ein Journalist nutzt es für eine Story, die die dunklen Machenschaften der Solaras offenlegt; diese drohen mit einer Klage; die beiden Freundinnen verfassen daraufhin gemeinsam eine weitere Enthüllungsstory, basierend auf Lilas Material und unterzeichnet mit Elenas renommiertem Namen. – Jahre vergehen, bis im Jahr 1984 ein wirkliches Unglück geschieht: Lilas Tochter Tina verschwindet plötzlich, am helllichten Tag und in aller Öffentlichkeit. Ein weiterer Racheakt? Eine Verwechslung? Der Fall bleibt unaufgeklärt. Die nie ganz schwindende, aber auch nie sich einlösende Hoffnung auf Tinas Rückkehr lässt Lila in den Folgejahren verbittern und vorzeitig altern. Elena folgt einem Ruf nach Turin, wo sie im Jahr 1995 einen kleinen Verlag übernimmt. Als Autorin reüssiert sie noch einmal mit der Erzählung Eine Freundschaft. Nach Vollendung des vorliegenden Romans, den sie begonnen hatte in Reaktion auf Lilas – offenbar gewolltes – eigenes Verschwinden, empfängt sie ein Päckchen von ihrer verschollenen Freundin: Es enthält die beiden verloren geglaubten Puppen aus ihren gemeinsamen Kindertagen.

## Figuren

### Beziehungsgeflecht
Die Neapolitanische Saga ist ein figurenreicher Roman. Die bisherigen Buchausgaben tragen dem Rechnung und bieten dem Leser schnelle Orientierung durch zwei nach Familien geordnete Personenverzeichnisse: ein begrenztes (auf einem mobilen Lesekärtchen) und ein fast komplettes, das jedem Band vorangestellt wird und das nicht nur die Identität der einzelnen Charaktere klärt, sondern auch kurz rekapituliert, was sie bis dahin zur Romanhandlung beigetragen haben. Das den vierten Band einleitende, und somit umfassendste, Verzeichnis weist 10 Familien und mehr als 50 Figuren aus. Sie alle in einer Grafik zu versammeln wäre eine Möglichkeit der Veranschaulichung; eine andere die, das Tableau zu reduzieren und unter einem bestimmten Aspekt zu betrachten. Die folgende zeigt, wie verwandtschaftliche, geschäftliche und eheliche (respektive Liebes-)Bindungen sich überlagern.

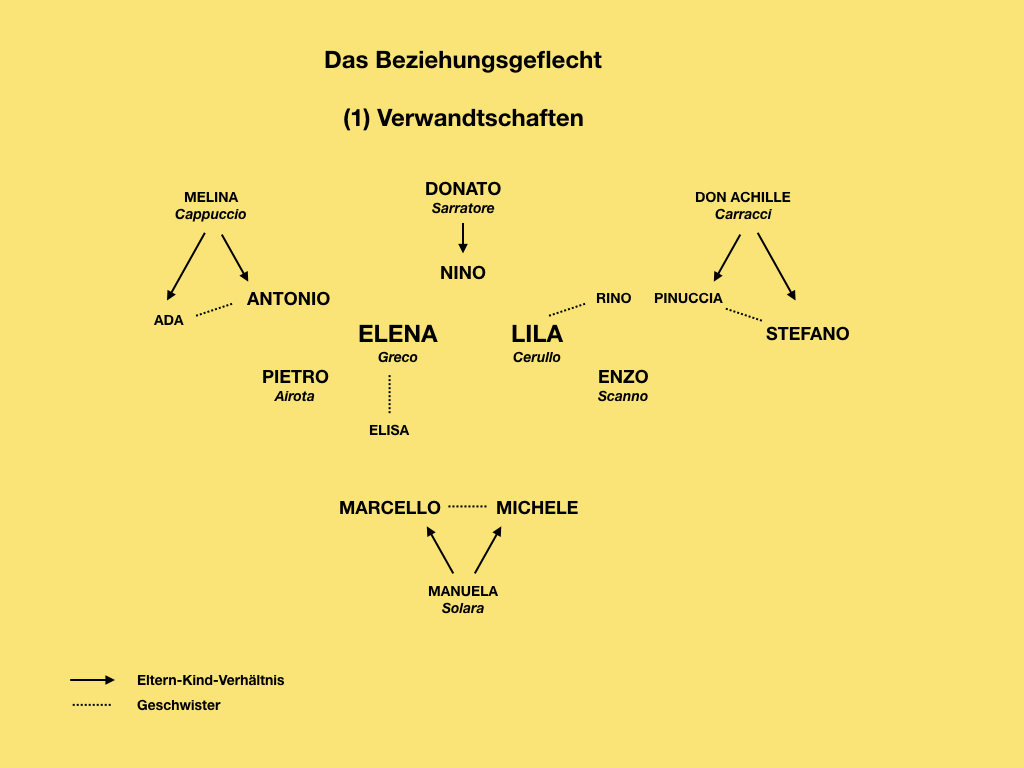
Beziehungsgeflecht verwandtschaftlich
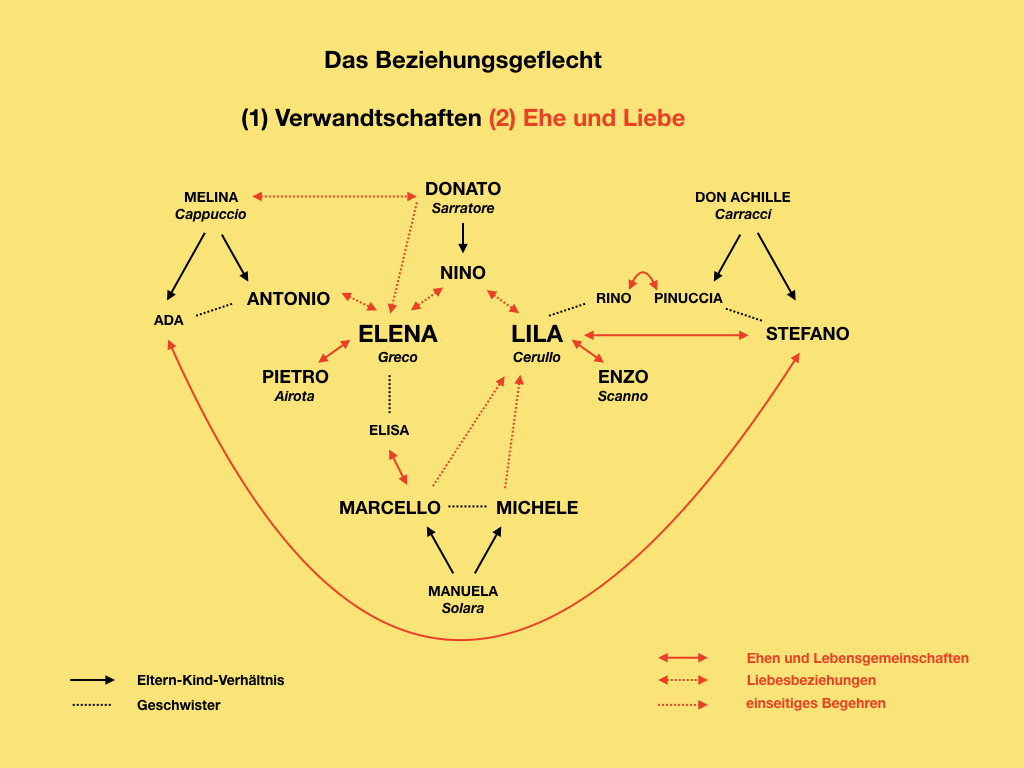
Beziehungsgeflecht ehelich usw.
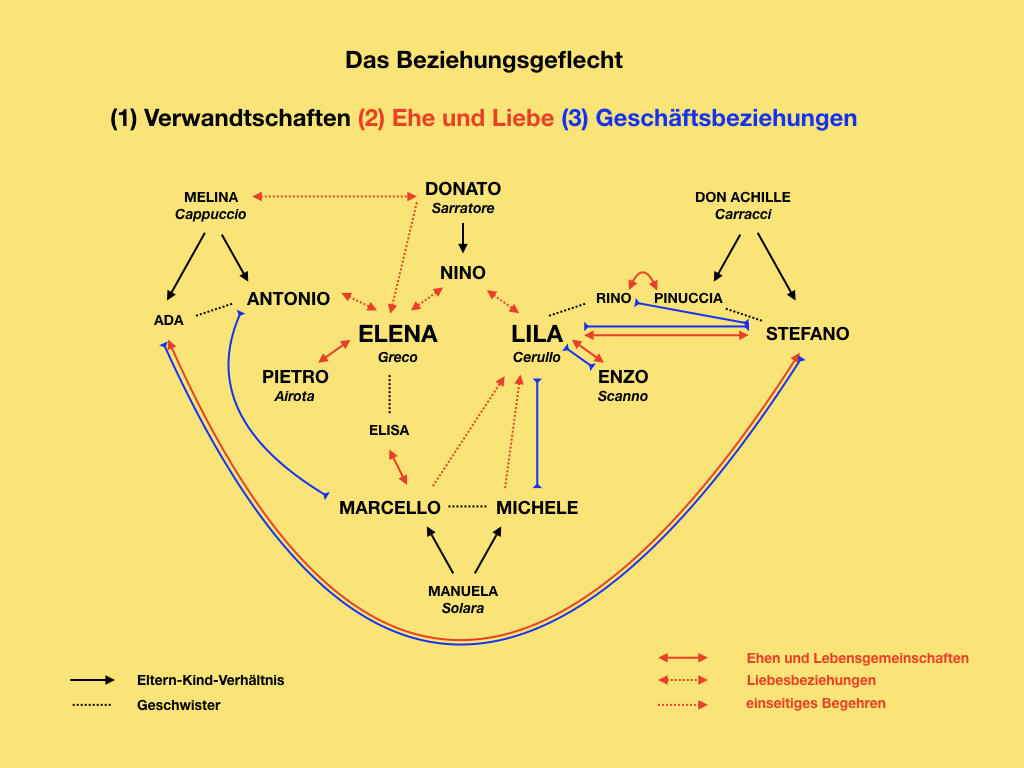
Beziehungsgeflecht geschäftlich

### Textausgaben
- Elena Ferrante: L’amica geniale: Infanzia, adolescenza. Edizioni e/o, Rom 2011, ISBN 978-88-6632-032-6.
- Elena Ferrante: Storia del nuovo cognome. L'amica geniale. Volume secondo. Edizioni e/o, Rom 2012, ISBN 978-88-6632-032-6.
- Elena Ferrante: Storia di chi fugge e di chi resta. L'amica geniale. Volume terzo. Edizioni e/o, Rom 2012, ISBN 978-88-6632-411-9.
- Elena Ferrante: Storia della bambina perduta. L’amica geniale. Quarto e ultimo volume. Edizioni e/o, Rom 2014, ISBN 978-88-6632-551-2.
- Elena Ferrante: Meine geniale Freundin. Suhrkamp, Berlin 2016, ISBN 978-3-518-74797-1.
- Elena Ferrante: Die Geschichte eines neuen Namens. Suhrkamp, Berlin 2017, ISBN 978-3-518-42574-9.
- Elena Ferrante: Die Geschichte der getrennten Wege. Suhrkamp, Berlin 2017, ISBN 978-3-518-42575-6.
- Elena Ferrante: Die Geschichte des verlorenen Kindes. Suhrkamp, Berlin 2018, ISBN 978-3-518-42576-3.

### Sekundärliteratur
- Grace Russo Bullaro, Stephanie V. Love (Hrsg.): The Works of Elena Ferrante : Reconfiguring the Margins. Palgrave Macmillan, New York 2016, ISBN 978-1-137-59062-6.

## Hörspielbearbeitung
Die Neapolitanische Saga wurde als Hörspielbearbeitung in vier Staffeln mit insgesamt 18 Folgen zwischen 2020 und 2022 im Bayerischen Rundfunk produziert. Als Podcast/Download gibt es die vier Staffeln in der ARD Audiothek.
- Meine geniale Freundin – vierteiliges Hörspiel; Bearbeitung (Wort) und Regie: Martin Heindel; Produktion: Bayerischer Rundfunk 2020; Mitwirkende:  Christiane Roßbach (Elena), Viola von der Burg (Maestra Oliviero), Annette Paulmann (Mutter Greco), Stefan Wilkening (Vater Greco), Timocin Ziegler (Stefano), Roland Schregelmann (Rino Cerrullo), Michele Cuciuffo (Vater Cerrullo), sowie
  - 1. Teil: Ann-Sophie Ruhbaum (Elena), Ferdinand Dörfler (Rino – Lilas Sohn), Helena Schrei (Lila), Hanna Scheibe (Mutter Cerrullo), Rahel Comtesse (Melina Cappuccio), Florian Fischer (Donato Sarratore), Sandra Schwittau (Donna Maria Carracci), Wolfgang Maria Bauer (Don Achille), Finjo Gollner (Nino), Andreas Dirscherl (Junger Mann),  Hemma Michel[7]
  - Teile 2 bis 4: Enea Boschen (Lila), Florian von Manteuffel (Pasquale),
  - 2. Teil: Rosalie Thomass (Elena), Ann-Sophie Ruhbaum (Elena), Michaela Steiger (Lehrerin), Helena Schrei (Lila), Annika Schiegg (Carmela), Rahel Comtesse (Melina Cappuccio), Moritz Zehner (Gino), Shenja Lacher (Marcello), Stefan Merki (Maestro Ferraro), Luise Zehner (Ada), Leonhard Dölle (Enzo)[8]
  - 3. Teil: Rosalie Thomass (Elena), Shenja Lacher (Marcello), Sebastian Fischer (Enzo), Hanna Scheibe (Mutter Cerrullo), Camill Jammal (Antonio), Rahel Comtesse (Melina Cappuccio), Florian Fischer (Donato Sarratore), Julia Riedler (Gigliola), Luise Zehner (Ada), Caroline Ebner (Nella Incardo), Anselm Müllerschön (Nino), Andreas Dirscherl (Junger Mann)[9]
  - 4. Teil: Ann-Sophie Ruhbaum (Elena), Pola O'Mara (Pinuccia), Sebastian Fischer (Enzo), Hanna Scheibe (Mutter Cerrullo), Camill Jammal (Antonio), Julia Riedler (Gigliola), Florian Fischer (Donato Sarratore), Valentin Mirow (Alfonso), Caroline Ebner (Schreibwarenhändlerin), Sandra Schwittau (Donna Maria Carracci), Michaela Steiger (Schneiderin), Stefan Merki (Lehrer), Anselm Müllerschön (Nino)[10]
- Die Geschichte eines neuen Namens – fünfteiliges Hörspiel; mit Christiane Roßbach, Rosalie Thomass, Enea Boschen, Annette Paulmann, Stefan Wilkening, Hanna Scheibe, Camill Jammal u. a. Komposition: Ulrike Haage, Bearbeitung und Regie: Martin Heindel, Produktion: Bayerischer Rundfunk 2020/2022
- Die Geschichte der getrennten Wege – vierteiliges Hörspiel; mit Rosalie Thomass, Christiane Roßbach, Enea Boschen, Anselm Müllerschön u. v. a.,  Komposition: Ulrike Haage, Bearbeitung und Regie: Martin Heindel, Produktion: Bayerischer Rundfunk 2022
- Die Geschichte des verlorenen Kindes – fünfteiliges Hörspiel; mit Rosalie Thomass, Christiane Roßbach, Enea Boschen, Anselm Müllerschön, Irina Wanka u. v. a., Komposition: Ulrike Haage, Bearbeitung und Regie: Katja Langenbach, Produktion: Bayerischer Rundfunk 2022